# Институт Брэгга
Australian Centre for Neutron Scattering (ACNS) (ранее известный как Институт Брегга (англ. Bragg Institute)) — австралийская группа по исследованию рассеивания нейтронного и рентгеновского излучения. Является частью исследовательской площадки Австралийской организации ядерной физики и технологий за пределами Сиднея. Институт назван в честь работавших вместе отца и сына — сэра Уильяма Генри Брэгга и Уильяма Лоренса Брэгга, которые удостоились Нобелевской премии по физике в 1915 году за передовые аналитические исследования кристаллических структур при помощи рентгеновского излучения.